# Mibiarca
Mibiarca (łac. Diocesis Mibiarcensis) – stolica historycznej diecezji w Cesarstwie rzymskim w prowincji Byzacena, współcześnie w Tunezji. Obecnie katolickie biskupstwo tytularne.

## Biskupi tytularni
| Lp. | Biskup                       | Funkcja                                    | Od                  | Do              |
| --- | ---------------------------- | ------------------------------------------ | ------------------- | --------------- |
| 1   | Marcel Gérin y Boulay        | biskup-prałat Choluteca (Honduras)         | 30 grudnia 1966     | 4 września 1979 |
| 2   | Emilio Ogñénovich            | biskup pomocniczy Bahía Blanca (Argentyna) | 1 października 1979 | 8 czerwca 1982  |
| 3   | José Oscar Barahona Castillo | biskup pomocniczy San Vicente (Salwador)   | 16 lipca 1982       | 6 czerwca 1983  |
| 4   | Luis Morgan Casey            | wikariusz apostolski Pando (Boliwia)       | 3 listopada 1983    | 27 lipca 2022   |
| 5   | Thomas Padiyath              | biskup pomocniczy Shamshabad (Indie)       | 25 sierpnia 2022    |                 |